# Frans van Sterbeeck

Portretschilderij door Nicolaas Stramot II (1693)

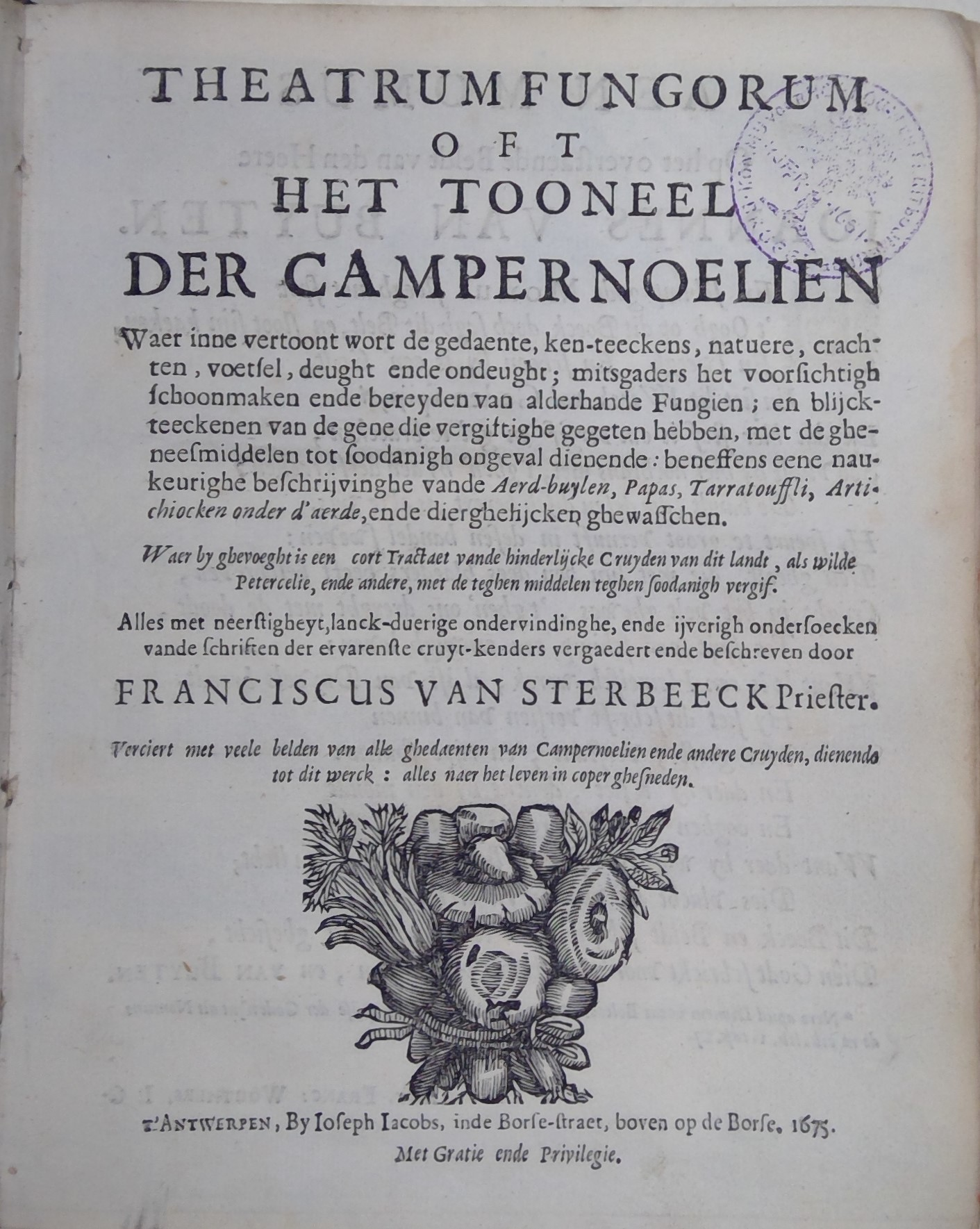
Het Campernoeliënboek van Van Sterbeeck. Gedrukt in 1675 in Antwerpen. Bewaard in de Openbare Bibliotheek Brugge

Johannes Franciscus van Sterbeeck (Antwerpen, 17 november 1630 – aldaar, 5 mei 1693) was een Zuid-Nederlands geestelijke, botanicus en mycoloog. Ook werkte hij als bouwkundige, historicus en kunstenaar.

## Leven en werk
Van Sterbeeck werd in 1655 in Antwerpen tot priester gewijd, maar om gezondheidsredenen werd hij de eerste acht jaar vrijgesteld. In zijn vrije tijd onderzocht hij paddenstoelen om van zijn maagkwaal te genezen. Toen dat met de hulp van de arts Johannes Van Buyten in 1663 ook lukte, werd hij kapelaan van bisschop Marius Ambrosius Capello. 
In 1660 en 1671 ondernam Van Sterbeeck studiereizen naar de Republiek der Verenigde Nederlanden. Hij had contact met toonaangevende botanici zoals John Ray, die in 1663 Antwerpen bezocht. In 1672 maakte hij Adriaan David attent op de Clusiuscodex (1601), die hij zelf ijverig bestudeerde en als uitgangspunt nam voor zijn Theatrum fungorum (verschenen in 1675 bij Josef Jakobs in Antwerpen). Na Clusius was dit het eerste werk dat uitsluitend aan paddenstoelen gewijd is. Van de 135 afgebeelde hymenomyceten zijn er 77 overgenomen van Clusius en 14 van andere auteurs.
Op bouwkundig vlak ontwierp hij in 1680 het hoogaltaar van de Antwerpse predikherenkerk (uitgevoerd door Pieter Verbruggen) en het portaal van de Begijnhofkerk. Vanaf 1683 was hij rentmeester van het Antwerps begijnhof. Behalve voor hun gebouwen zette hij zich ook in voor hun geschiedenis, door het schrijven van twee historische werken.
Hij hield een aquarellenboek bij waarin hij 59 bladzijden vulde met getrouwe tekeningen naar Clusius en 41 bladzijden met oorspronkelijke tekeningen van paddenstoelen die hij op zijn eigen excursies vond. 

## Eerbetoon
Naar Van Sterbeeck is Sterbeeckia benaamd, het tijdschrift van de Koninklijke Vlaamse Mycologische Vereniging.

## Publicaties
- De verstandige hovenier (1668)
- Tractaet van de Campernoillien, genaemt Duivelsbroot (1668)
- Theatrum fungorum, oft tooneel der campernoelien (1675)
- Citricultura oft regeringhe der uythemsche Boomen te weten Oranien, Citroenen, Limoenen, Granaten, Laurieren en andere (1682)

De Koninklijke Bibliotheek van België bezit de zogenaamde codex-Van Sterbeeck (ms. 15.475).

## Uitgaven en hertalingen
- Franciscus van Sterbeeck, Traktaat van de kampernoeljes, genaamd duivelsbrood, eds. Marleen Willebrands en Arno van 't Hoog, 2006. ISBN 9789065509178 (facsimile editie met hertaling)